# Sciades minutus
Sciades minutus là một loài bọ cánh cứng trong họ Cerambycidae.